# Trivia Crack
Trivia Crack (tên gốc tiếng Tây Ban Nha là Preguntados) là một ứng dụng điện thoại cho phép người chơi có thể thi đấu với bạn bè và mọi người trên toàn thế giới. Được thiết kế dựa vào những trò chơi nổi tiếng khác như Trivial Pursuit, trò chơi đã trở thành ứng dụng có lượt tải nhiều nhất tháng 12 năm 2014 trên cửa hàng App Store của Apple. Trò chơi ban đầu được phát hành vào ngày 26 tháng 10 năm 2014, dành cho khu vực Mỹ Latin, cho đến khi trò chơi được dịch sang tiếng Anh.
Trò chơi được phát triển bởi công ty Etermax, có văn phòng ở Buenos Aires, Argentina. Trò chơi thích hợp dưới dạng ứng dụng trên các hệ điều hành iOS, Android, Windows Phone và mạng xã hội Facebook.

## Cách chơi
Các câu hỏi của trò chơi được chia thành 6 thể loại: Giải trí, Nghệ thuật, Lịch sử, Thể thao, Địa lý và Khoa học. Trò chơi có 6 nhân vật biểu tượng cho mỗi thể loại (ví dụ, quả địa cầu biểu tượng cho thể loại Địa lý, bỏng ngô biểu tượng cho thể loại Giải trí,...). Mục tiêu của kiểu chơi cổ điển là là trả lời đúng các câu hỏi cho đến khi có người lấy đủ 6 biểu tượng thì người đó chiến thắng.
Người chơi có thể bắt đầu một trò chơi mới bằng cách nhấn vào nút New Game trên ứng dụng. Họ có thể chọn để chơi với một người bạn trên Facebook của họ, hoặc họ có thể chơi với một đối thủ ngẫu nhiên. Người chơi bắt đầu với 6 khe trống, một để lưu trữ mỗi nhân vật, và 3 khe trống để có thể dành vương miện. Người chơi cố gắng tăng số cơ hội dành vương miện bằng cách quay một bánh xe và trả lời chính xác các câu hỏi được trình bày. Người chơi sẽ lặp lại điều này miễn là người đó trả lời câu hỏi một cách chính xác hay có được tất cả sáu nhân vật và thắng trò chơi. Nếu người chơi trả lời một câu hỏi sai, lượt chơi của họ sẽ bị mất và sẽ chuyển lượt chơi cho đối thủ của họ. Các người chơi đầu tiên không thể nhận được nhiều hơn 3 biểu tượng ở vòng đầu tiên, vì vậy nếu người thứ ba lấy lượt chơi đầu tiên của người thứ nhất, lượt chơi của người thứ ba sẽ kết thúc. Người chơi có thể nhận được tất cả sáu nhân vật ở vòng đầu tiên.
Các bánh xe bao gồm 7 khe: 6 khe cho các thể loại (mỗi khe dành cho một thể loại kiến thức), và khe thứ bảy là khe dành biểu tượng. Người chơi quay bánh xe và sau đó sẽ đưa ra một câu hỏi với 4 lựa chọn theo thể loại đã chọn. Mỗi khi người chơi trả lời một câu hỏi chính xác, một khe trong "cơ hội vương miện" được làm đầy. Người chơi có một cơ hội để có được một nhân vật bất kỳ nếu như có đủ 3 "cơ hội vương miện" bằng cách trả lời chính xác các câu hỏi 3 lần, hoặc bằng cách chọn đúng vào khe "vương miện", khi đó nó sẽ tự động lấp đầy 3 "cơ hội vương miện" và ngay lập tức có cơ hội để có được một nhân vật biểu tượng.
Mỗi khi người chơi giành được cơ hội để có được một nhân vật, họ được yêu cầu chọn cách mà họ muốn có được nó: phương pháp "vương miện" hoặc phương pháp "thử thách". Nếu người chơi chọn các phương pháp "vương miện", họ được yêu cầu chọn một trong những nhân vật mà họ muốn. Người chơi sẽ trả lời câu hỏi từ các thể loại kết hợp với nhân vật. Nếu trả lời chính xác, người sẽ chơi thắng nhân vật đó và cả hai tiếp tục cố gắng cho các nhân vật còn lại, người thắng trận đấu là người có tất cả sáu nhân vật. Người chơi cũng có thể chọn phương pháp "thử thách", mang đến cho họ một cơ hội để ăn cắp một nhân vật đối thủ của mình, nhưng làm như vậy phải đặt cược một trong những nhân vật của mình. Trong chế độ thách thức, người chơi được cung cấp một loạt 6 câu hỏi trong một hàng để trả lời (đúng hoặc sai), sau đó đối thủ của họ được đưa ra cùng một câu hỏi. Nếu đối thủ trả lời chính xác, họ có thể ăn cắp một nhân vật đối thủ của mình. Nếu các đối thủ thua, họ cũng bị mất nhân vật mà họ đặt cược. Nếu có một trận hòa, người chơi bảo vệ nhận được một câu hỏi thêm.
Một trò chơi kết thúc sau khi một trong hai người chơi có được tất cả sáu nhân vật, người đó sẽ dành chiến thắng, hoặc chơi đủ 25 vòng. Một vòng hoàn thành mỗi lần cả hai người chơi thay phiên nhau cho đến khi họ trả lời một câu hỏi không chính xác. Nếu hết 25 vòng và cả hai người đã có được tất cả sáu nhân vật, người chơi với hầu hết các nhân vật sẽ là người chiến thắng. Nếu cả hai người chơi có cùng số nhân vật, một thách thức 6 câu hỏi sẽ được trình bày cho mỗi người chơi, và người chiến thắng sẽ là người trả lời đúng nhiều câu hỏi nhất. Nếu cả hai người chơi hòa các câu thách thức, người chơi bắt đầu các trò chơi sẽ là người chiến thắng.